# غليكوفرين C
يلعب الغليكوفرين C ( GYPC ؛ CD236 / CD236R ؛ جليكوبروتين بيتا ؛ جليكوكونيكتين ؛ PAS-2 ' ) دورًا وظيفيًا مهمًا في الحفاظ على شكل كريات الدم الحمراء وتنظيم خصائص مادة الغشاء، وقد يكون ذلك من خلال تفاعله مع البروتين 4.1. و ثبت سابقًا أن الأغشية التي تعاني من نقص البروتين 4.1 تظهر كمية محتوى منخفضة من الغليكوفرين C. يُغد أيضًا بروتين غشائي متكامل لكريات الدم الحمراء ويعمل كمستقبل لبروتين المتصورة المنجلية PfEBP-2 (بروتين ارتباط كريات الدم الحمراء 2؛ baebl؛ EBA-140).

## تاريخ
أُكتشف المستضد في عام 1960 عندما قامت ثلاث نساء يفتقرن إلى المستضد بتكوين مستضد Gea استجابة للحمل. سُمي المستضد على اسم أحد المرضى - السيدة جيربش.  وفي العام التالي، أُكتشف مستضد جديد ذو صلة مع السيدة يوس، والتي سُمي المستضد باسمها في هذا النظام. في عام 1972 قُدم نظام عددي للمستضدات في هذه الفصيلة الدموية.

## علم الجينوميات
على الرغم من الأسماء المتشابهة، فإن الغليكوفرين C والغليكوفرين D لا علاقة لهما بالغليكوفرينات الثلاثة الأخرى التي رُمزت على الكروموسوم 4 في الموقع 4q28-q31. ترتبط هذه البروتينات الأخيرة ارتباطًا وثيقًا. يحمل الغليكوفرين A والغليكوفرين B مستضدات فصيلة الدم MN و Ss على التوالي. يوجد حوالي 225000 جزيء من الغليكوفرين C والغليكوفرين D في كل خلية دم حمراء. 
في البداية كان من المعتقد أن الغليكوفرين C والغليكوفرين D هما نتيجة لحدث تكرار الجينات، ولكن لم يُدرى أنهما رُمِّزا بواسطة نفس الجين إلا في وقت لاحق. يُنشئ الغليكوفرين D (GPD) من الرنا الرسول للغليكوفرين C عن طريق المسح الراشج في إطار AUG عند الشفرة الجينية 30: الغليكوفرين D = بقايا الغليكوفرين C من 30 إلى 128. يبدو أن هذا المسح الراشح هو سمة فريدة للإنسان. 
الغليكوفرين C عبارة عن سلسلة متعدد ببتيد واحدة مكونة من 128 حمض أميني وتُرمز بواسطة جين على الذراع الطويل للكروموسوم 2 (2q14-q21). أُستنسخ الجين لأول مرة في عام 1989 بواسطة High والزملاء.  يُنظم جين الغليكوفرين C في أربعة إكسونات موزعة على 13.5 زوج قاعدي من الحمض النووي . يرمز الإكسون 1 البقايا 1-16، والإكسون 2 البقايا 17-35، والإكسون 3 البقايا 36-63، والإكسون 4 البقايا 64-128. تعتبر الإكسونات 2 و3 متجانسة إلى حد كبير، مع تباعد نوكليوتيدات أقل من 5%. تختلف هذه الإكسونات أيضًا عن طريق إدراج 9 أحماض أمينية في الطرف 3'من الإكسون 3. يبلغ طول المقاطع المتكررة المباشرة التي تحتوي على هذه الإكسونات 3.4 زوج قاعدي، وقد تكون مشتقة من تكرار حديث لمجال سلفي واحد. ترمز الإكسونات 1 و2 ومعظم الإكسون 3 للنطاق الخارجي الطرفي (N-terminal extracellular domain) بينما ترمز بقية الإكسون 3 والإكسون 4 النطاقات الغشائية والسيتوبلازمية.
تُعرف نسختان مغايرتان من هذا الجين، ويُعبر عنه في مجموعة واسعة من الأنسجة، بما في ذلك الكلية، والغدة الزعترية، والمعدة، والثدي، والكبد البالغ، وكريات الدم الحمراء. في خطوط الخلايا غير الحمراء، يكون التعبير أقل مقارنة بكريات الدم الحمراء، كما أن البروتين يخضع لتغاير في عملية الغلكزة. في كريات الدم الحمراء يشكل الغليكوفرين C حوالي 4% من الغليكوبروتينات السياليكية (Sialoglycoproteins) للغشاء. متوسط عدد السلاسل المرتبطة بالأكسجين هو 12 لكل جزيء.
يُعبر عن الجين في وقت مبكر من تطوير كريات الدم الحمراء، وتحديدًا في وحدة التشكيل البُرَعمية للكريات الحمراء ووحدة تشكيل المستعمرات للكريات الحمراء. يبلغ طول الرنا المرسال المستخلص من الكريات الحمراء البشرية ذات النوى حوالي 1.4 كيلوبيس، وحُدد موقع بداية النسخ في خلايا الكريات الحمراء على بعد 1050زوج قاعدي إلى الجهة 5' من الكودون الابتدائي. يُعبَّر عنه في مراحل مبكرة من التطور، قبل مستضدات كيل، والغليكوبروتين المرتبط بالعامل الريسوسي، وغليكوفورين A، والشريط 3، والمستضد الريسوسي، وغليكوفورين B.
في الخلايا الصباغية، قد يُنظم التعبير عن جين الغليكوفرين C بواسطة MITF . 
يبدو أن الغليكوفرين C يُصنع بكميات زائدة في كريات الدم الحمراء وأن محتوى الغشاء يُنظم بواسطة النطاق 4.1 (البروتين 4.1). البيانات الإضافية حول تنظيم الغليكوفرين C موجودة هنا .

## علم الأحياء الجزيئي
بعد فصل أغشية خلايا الدم الحمراء عن طريق إس دي إس بايج والتلوين باستخدام ملون حمض شيف الدوري (PAS)، تُعرِّف على أربعة غليكوفرينات. سُميت بالغليكوفرين A، B، C وD حسب ترتيب الكمية الموجودة في الغشاء - الغليكوفرين A هو الأكثر شيوعاً والغليكوفرين D هو الأقل. تُعرِّف على الجين الخامس ( غليكوفرين إي ) داخل الجينوم البشري ولكن لا يمكن تعقبه بسهولة من خلال تلوين الجيل الروتيني. في المجمل، تشكل الغليكوفرينات حوالي 2% من إجمالي كتلة بروتين غشاء كريات الدم الحمراء. ومن المربك أن هذه البروتينات تُعرف أيضًا تحت تسميات مختلفة، ولكن غالباً تدعى باسم الغليكوفرينات.
عُزل الغليكوفرين C لأول مرة في عام 1978.  الغليكوفرينات C و D عبارة عن غليكوبروتينات سياليكية (Sialoglycoproteins) ثانوية تساهم بنسبة 4% و1% من المادة الإيجابية لـPAS وتوجد بنحو 2.0 و0.5 × 105 نسخة لكل خلية على التوالي. في جيل عديد الأكريلاميد، يبلغ الوزن الظاهري للغليكوفرين C 32 كيلو دالتون (32 kDa). بنيتها تشبه تلك الخاصة بالغليكوفرينات الأخرى: مجال خارج الخلية عالي الغليكوزيل (البقايا 1-58)، ونطاق عبر غشائي (البقايا 59-81) ونطاق داخل الخلية (البقايا 82-128). يرتبط حوالي 90% من الغليكوفرين C الموجود في كريات الدم الحمراء بالهيكل الخلوي، بينما تتحرك النسبة المتبقية (10%) بحرية داخل الغشاء.
الوزن الجزيئي الظاهري لغليكوفرين D هو 23 كيلو دالتون. في المتوسط، يحتوي هذا البروتين على 6 من السكريات قليلة التعدد المرتبطة بالأكسجين لكل جزيء.
يظهر الغليكوفرين C عادة حركة تذبذبية في غشاء كريات الدم الحمراء. يَقل هذا في مرض تبيض الكريات الحمراء في جنوب شرق آسيا بسبب طفرة في النطاق 3. 

## طب نقل الدم
ترتبط هذه الغليكوفرينات بأحد عشر مستضدًا مهمًا لطب نقل الدم: جيربش(Ge2، Ge3، Ge4)، ويوسف (Yus)، وويب (Wb أو Ge5)، ودوش (Dh(a) أو Ge8)، وليتش، ولويس الثاني (Ls(a) أو Ge6)، أهونين (An(a) أو Ge7)، وGEPL (Ge10*)، وGEAT (Ge11*)، وGETI (Ge12*). ستة منها ذات انتشار مرتفع (Ge2، Ge3، Ge4، Ge10*، Ge11*، Ge12*) وخمسة منها ذات انتشار منخفض (Wb، Ls(a)، An(a)، Dh(a) وGe9). 

### مستضدجيربش
يُرمّز الغليكوفرين C و الغليكوفرين D مستضدات جيربش (Ge). هناك أربعة أليلات ، Ge-1 إلى Ge-4. هناك ثلاثة أنواع معروفة من سلبية مستضد جيربش: Ge-1,Ge-2,Ge-3 (نمط Leach الظاهري)، Ge-2,Ge-3 و Ge-2,Ge+3. إن حذف 3.4 زوج قاعدي داخل الجين، والذي من المحتمل أنه نشأ بسبب التقاطع غير المتساوي بين النطاقين المتكررين، هو المسؤول عن تكوين النمط الجيني Ge-2،Ge-3. تقع نقاط توقف الحذف داخل الإنترونات 2 و3 وتؤدي إلى حذف الإكسون 3. يُنسخ هذا الجين المتحور على هيئة رنا رسول بقالب قراءة مفتوح مستمر يمتد على أكثر من 300 نوكليوتيد ويُترجم إلى غليكوبروتينات سياليكية (Sialoglycoproteins) الموجود في خلايا الدم الحمراء Ge-2،Ge-3. يؤدي حذف ثانٍ ل 3.4 زوج قاعدي داخل جين غليكوفرين C إلى إزالة الإكسون 2 فقط من خلال آلية مماثلة، ويولد الجين المتحور الذي يرمز الجليكوبروتين غير الطبيعي الموجود في كريات الدم الحمراء Ge-2 ،Ge+3.
يعتبر النمط الجيني Ge2 مستضديًا فقط على الغليكوفرين D وهو مستضد متخفي في الغليكوفرين C. وهو يقع داخل الإكسون 2 وهو حساس للتربسين والباباين ولكنه مقاوم للكيموتريبسين والبروناز . يُرمز النمط الجيني Ge3 بواسطة الإكسون 3. إنه حساس للتربسين ولكنه مقاوم للكيموتربسين والباباين والبروناز . يُعتقد أنه يقع بين الأحماض الأمينية 42-50 في الغليكوفرين C (البقايا 21-49 في الغليكوفرين D). يقع Ge4 داخل أول 21 حمض أميني من الغليكوفرين C. وهو حساس للتربسين والباباين والبروناز والنورامينيداز .

### مستضد ليتش
يرجع نمط ليتش الظاهري النادر نسبيًا إما إلى حذف في الإكسونات 3 و4 أو إلى طفرة انزياح الإطار تسبب كودون ختامي مبكر في جين الغليكوفرين C، والأشخاص الذين يعانون من هذا النمط الظاهري أقل عرضة للإصابة بالمنصورة المنجلية بنسبة حوالي 60% من معدل الإصابة لدى الأفراد العاديين. يعاني هؤلاء الأفراد من نوع فرعي من حالة تسمى كثرة الكريات البيضوية الوراثية . تُعرف الخلايا ذات الشكل غير الطبيعي بالكريات الإهليلجية. بُلّغ عن أساس هذا النمط الظاهري لأول مرة بواسطة Telen والزملاء.  النمط الظاهري هو Ge:-2,-3,-4.

### مستضد يوسف
النمط الظاهري يوسف (Yus) يرجع إلى حذف 57 زوج قاعدي يتوافق مع الإكسون 2. يُعرف المستضد باسم GPC Yus.
تعتبر طفرات الغليكوفرين C نادرة في معظم أنحاء العالم الغربي، ولكنها أكثر شيوعًا في بعض الأماكن التي تتوطن فيها الملاريا. في ميلانيزيا، نسبة السكان السلبيين لجين جيربش (46.5%) أكبر من أي جزء آخر من العالم. يبلغ معدل حدوث النمط الظاهري السلبي لجيربش الناجم عن حذف الإكسون 3 في مجموعات Wosera ( محافظة سيبيك الشرقية ) وLiksul ( مقاطعة مادانغ ) في بابوا غينيا الجديدة 0.463 و0.176 على التوالي. 

### مستضد ويب
المستضد النادر ويب (Wb) (~1/1000 متبرع)، والذي وُصف في الأصل عام 1963 في أستراليا ، هو نتيجة لتغير في عملية جليكوزيل الغليكوفرين C: يؤدي الانتقال من A إلى G عند النوكليوتيد 23 إلى بقايا أسباراجين بدلاً من بقايا السيرين الطبيعية مع فقدان الجليكوزيل الناتج.  يُعرف المستضد باسم GPC Wb.

### مستضد دوش
أُكتشف مستضد دوش النادر (Dh) في آرهوس، الدنمارك (1968) ويوجد أيضًا على الغليكوفرين C. ويرجع ذلك إلى انتقال C إلى T عند النوكليوتيد 40 مما يؤدي إلى استبدال الليوسين بالفينيل ألانين .  هذا المستضد حساس للتربسين ولكنه مقاوم للكيموتربسين و إندو إف. 

### مستضد لويس
يحتوي مستضد لويس الثاني (Ls(a)؛ Ge-6) على إدراج 84 نوكليوتيدًا في جين الغليكوفرين C الأصلي: يتوافق الإدراج مع التسلسل الكامل للإكسون 3.  من المعروف وجود نوعين فرعيين من هذا المستضد: بيتا Ls(a) الذي يحمل النمط الجيني Ge3 وجاما Ls(a) الذي يحمل كل من النمطين الجينيين Ge2 وGe3. يُعرف هذا المستضد أيضًا باسم مستضد Rs(a). 

### مستضد أهونين
أُبلغ عن مستضد أهونين (Ana) لأول مرة في عام 1972.  أُكتشف المستضد على الغليكوفرين D. أُكتشف هذا المستضد في رجل فنلندي في 5 مايو 1968، أثناء مطابقة الدم بعد الجراحة لإصلاح تمدد الأوعية الدموية الأبهري. وفي فنلندا وجد أن معدل حدوث هذا المستضد يبلغ 6/10000 من المتبرعين. وفي السويد بلغ معدل الإصابة 2/3266 من المتبرعين. الأساس الجزيئي لأصل هذا المستضد يكمن في الإكسون 2 حيث يؤدي استبدال G->T في الكودون 67 (موضع القاعدة 199) إلى تحويل الألانين إلى بقايا سيرين . في حين أن هذا النمط الجيني موجود داخل الغليكوفرين C، فإنه عبارة عن مستضد سري. هو فقط مستضد في الغليكوفرين D بسبب الطرف N المقطوع.

### آخرون
أُبلغ أيضاً عن تكرار الإكسون 2 في كريات الدم الحمراء لدى المتبرعين بالدم من اليابان (~2/10000). لم تُربط هذه الطفرة بمستضد جديد. 

### الأجسام المضادة
ارتبطت الأجسام المضادة لمستضدات جيربش بتفاعلات نقل الدم وفقر الدم الانحلالي الخفيف عند الأطفال حديثي الولادة. وفي دراسات أخرى عُثر على أجسام مضادة طبيعية لـ Ge ويبدو أنها ليست سريرياً. وقد أُقترح التسامح المناعي تجاه مستضد Ge.

## مناطق أخرى
ارتبط ارتفاع التعبير عن الغليكوفرين C بسوء تشخيص لوكيميا الأرومة اللمفاوية الحادة لدى سكان الصين. 
الغليكوفرين C هو مستقبل مستضد ربط بروتين كريات الدم الحمراء 140 (EBA140) للمتصورة المنجلية .  يتوسط هذا التفاعل مسار الغزو الرئيسي للكريات الحمراء. لوحظت المقاومة الجزئية لكريات الدم الحمراء التي تفتقر إلى هذا البروتين لغزو المتصورة المنجلية لأول مرة في عام 1982.  وقد لوحظ نقص مستضدات جيربش في سكان بابوا غينيا الجديدة في عام 1989. 
يرتبط فيروس الإنفلونزا أ و فيروس الإنفلونزا ب بالغليكوفرين C. 